# Aeroportul Santarém-Maestro Wilson Fonseca
Aeroportul Santarém-Maestro Wilson Fonseca (IATA: STM, ICAO: SBSN) este un aeroport din Santarém, Pará, Brazilia ce deservește zona Santarém. Aeroportul a fost tranzitat în 2022 de 421.167 de pasageri. A fost numit după Wilson Fonseca⁠(d).
Situat la o altitudine de 60 m, aeroportul dispune de 1 pistă. Este operat de Infraero⁠(d).

## Infrastructură

### Piste
Aeroportul dispune de o singură pistă. Pista 10/28 are suprafața de asfalt și dimensiunile 2.400 m × 45 m. 